# Grand Old Girl
La Vieja Chica magnífica, originalmente Grand Old Girl, es una obra cinematográfica estadounidense de 1935; la película fue dirigida por John Robertson a partir de un guion de Milton Krims, John Giro, Arthur T. Horman, adaptándolo de una historia hecha por Wanda Tuchock.  El reparto está protagonizado por May Robson, Mary Carlisle, Fred MacMurray, y Alan Hale. Otros miembros de reparto incluyeron a Ben Alexander.

## Trama de la película
La obra trata de Laura Bayles,  una educadora dedicada a su labor docente por 38 años. Pasados los años llega a ser la directora de la  Avongale High School. Es cuando un jugador local, llamado “Click” Dade, empieza atacando a sus pupilos; es cuando ella lidera sus esfuerzos para lograr que cierren el antro de juego. Dicho jugador, “Click” Dade, fue alumno en el pasado. Sin embargo, sus esfuerzos se ven detenidos por dos políticos de la localidad: Holland y Joseph Killaine. Holland es un jefe político sin peso en esas esferas, pero Killaine es el superintendente de las escuelas. Entonces es cuando Bayles decide combatirlo de frente a Dade. Apostando $250 y con dados del propio Dade, gana el dinero necesario para poder inaugurar un club y competir contra Dade, lograndole hacer a un lado y quitarle el negocio. Para desdicha de Bayles, la hija de Killaine provoca un incidente en el club de Bayles, lo que conlleva que cierren el club. Aprovechando Killaine dicha ventaja sobre Bayles, exige a Bayle también que renuncie como directora, lo que la hace ilegible para una futura pensión, debido a que aún hace falta dos años para tener el beneficio de la jubilación.  
Al enterarse de los hechos y sus consecuencias, Gerry busca a Bayles para pedir disculpas por sus acciones, y por las consecuencias de los mismos, que Bayles acepta. Mientras, Dade ha contactado con otro alumno que tuvo anteriormente Bayle , Gavin Gordon, quién ha alcanzado la oportunidad de convertirse en Presidente de los Estados Unidos. Gordon está en gira alrededor del país y llega al área de su vieja ciudad natal. Después de que Dade también se disculpa con Bayles, el presidente llega a la  escuela y brinda un discurso sentimental subrayando las virtudes de la profesión de educación, maternidad, y de la señora Bayles. Su trabajo finalmente  es salvado.

## Reparto
- Mayo Robson - Laura Bayles
- Mary Carlisle - Gerry Killaine
- Fred MacMurray - Arenoso
- Alan Hale - Clic Dade
- Etienne Girardot - Mellis
- William Burress - Culatas
- Hale Hamilton - Killaine
- Edward Furgoneta Sloan - Holanda
- Fred Kohler Jr. - Bill Belden
- Onest Conley - Neptune

## Producción
RKO anunció en septiembre de 1934 que el inicio de producción era inminente para la película Retrato, de Laura Bayles, la cual era uno  de los títulos manejados para esta película. Fue reportado que a inicios de octubre  la película estaba en plena producción para RKO, y al finalizar el mes  habría sido acabada la producción, estando solamente en proceso de edición. A mediados de noviembre,  se revela que el título de la película era  cambiado a Gran Old Girl.
A finales de 1934, la fecha de estreno de la película estuvo anunciada para ser el 18  de enero. Recién entrado febrero de 1935 la fecha general para el estreno de la película fue anunciado para el 22 de febrero, y estrenada en el Astor Theatre.